# Karl-Heinz Priester
Pour les articles homonymes, voir Priester.
 (juin 2024).
La mise en forme du texte ne suit pas les recommandations de Wikipédia : il faut le « wikifier ».
Les points d'amélioration suivants sont les cas les plus fréquents. Le détail des points à revoir est peut-être précisé sur la page de discussion.
- Les titres sont pré-formatés par le logiciel. Ils ne sont ni en capitales, ni en gras.
- Le texte ne doit pas être écrit en capitales (les noms de famille non plus), ni en gras, ni en italique, ni en « petit »…
- Le gras n'est utilisé que pour surligner le titre de l'article dans l'introduction, une seule fois.
- L'italique est rarement utilisé : mots en langue étrangère, titres d'œuvres, noms de bateaux, etc.
- Les citations ne sont pas en italique mais en corps de texte normal. Elles sont entourées par des guillemets français : « et ».
- Les listes à puces sont à éviter, des paragraphes rédigés étant largement préférés. Les tableaux sont à réserver à la présentation de données structurées (résultats, etc.).
- Les appels de note de bas de page (petits chiffres en exposant, introduits par l'outil «  Source ») sont à placer entre la fin de phrase et le point final[comme ça].
- Les liens internes (vers d'autres articles de Wikipédia) sont à choisir avec parcimonie. Créez des liens vers des articles approfondissant le sujet. Les termes génériques sans rapport avec le sujet sont à éviter, ainsi que les répétitions de liens vers un même terme.
- Les liens externes sont à placer uniquement dans une section « Liens externes », à la fin de l'article. Ces liens sont à choisir avec parcimonie suivant les règles définies. Si un lien sert de source à l'article, son insertion dans le texte est à faire par les notes de bas de page.
- La présentation des références doit suivre les conventions bibliographiques. Il est recommandé d'utiliser les modèles {{Ouvrage}}, {{Chapitre}}, {{Article}}, {{Lien web}} et/ou {{Bibliographie}}. Le mode d'édition visuel peut mettre en forme automatiquement les références.
- Insérer une infobox (cadre d'informations à droite) n'est pas obligatoire pour parachever la mise en page.

Pour une aide détaillée, merci de consulter Aide:Wikification.
Si vous pensez que ces points ont été résolus, vous pouvez retirer ce bandeau et améliorer la mise en forme d'un autre article.
 (juin 2024).
 (juin 2024).
Le contenu est difficilement compréhensible vu les erreurs de traduction, qui sont peut-être dues à l'utilisation d'un logiciel de traduction automatique.

Logo de 2013 du Parti national-démocrate allemand (Nationaldemokratische Partei Deutschlands)

Karl-Heinz Priester (né le 20 mars 1912 à Francfort-sur-le-Main et mort le 16 avril 1960 à Wiesbaden) était membre du plus haut niveau de direction des Jeunesses hitlériennes et plus tard éditeur d'ouvrages négationnistes et révisionnistes en République fédérale d'Allemagne.

## Vie

### Avant 1945
Priest grandit à Francfort, et fut pendant son temps libre bénévole dans un journal après l'école. Il fut ensuite rédacteur en chef du Frankfurter Post, un journal du Parti national allemand.
Durant la République de Weimar, Priester rejoint les Jeunesses hitlériennes (JH). En 1932, il est responsable de la presse des JH dans la région de Hesse-Nassau. En 1933, il devient chef de l'Oberjungbann, une autre association de jeunes affiliés aux Jeunesses hitlériennes de la même région. Il travaille ensuite principalement au sein du Front allemand des travailleurs. Il fut également directeur de la sous-organisation Kraft durch Freude de 1935 à 1939.
Il existe différentes informations sur son adhésion à la Schutzstaffel (SS). Alors que certaines sources décrivent Priester comme un membre de la Waffen-SS qui atteint le rang de « SS-Sturmbannführer », d'autres ne parlent que du rang de « SS-Angänger » qui a finalement été supprimé par les SS.
Pendant la Seconde Guerre mondiale, il fut reporter de guerre pour la Luftwaffe à partir de 1939, puis premier lieutenant dans l'infanterie et officier de liaison auprès de la Waffen-SS.

### Après 1945
Après la fin de la guerre en 1945, Priester ne fut initialement pas poursuivi dans la zone occupée par la France en Allemagne. Mais en 1946, lorsqu'il s'installa en Hesse, il fut interné par les forces d'occupation américaines et ne fut libéré qu'en 1948.
Après sa libération, il resta un militant politique d'extrême droite particulièrement par le biais de sa maison d'édition, basée à Wiesbaden. Il devint surtout connu pour sa publication de négationnistes de l'Holocauste tels que les Français Maurice Bardèche, Paul Rassinier ou les Américains Harry Elmer Barnes et FJP Veale.
En 1948, il rejoint le Parti national démocrate dans son land de Hesse et devient un proche collaborateur du fondateur du parti Heinrich Leuchtgens. Aux élections municipales de Wiesbaden en 1948, le NPD, dominé par les proches de Priester, obtint 24,4 % des voix et 15 sièges. Priester se brouilla toutefois avec Leuchtgens lorsque celui-ci décida en janvier 1950 de transformer le NPD en Parti du Reich allemand (DRP). Priester et ses partisans appelaient à un parti national-révolutionnaire et non national-conservateur. Ils fondèrent ensuite l'éphémère Parti national-démocrate – Nationale Reichspartei . Sous la direction de Priester, celui-ci faisait office d'association régionale de Hesse du SRP nouvellement fondé par Fritz Dorls,. Priester devint tête de liste dans le land pour le SRP et a été brièvement membre de la direction du parti.
Parallèlement, Priest s'engage politiquement au niveau européen. En octobre 1950, il rencontre le néonazi suédois Per Engdahl lors d'une conférence à Rome organisée par le Movimento Sociale Italiano (MSI). Ensemble, ils discutèrent de l'idée de fonder d'un mouvement rassembleur européen. Malgré une interdiction d'entrée sur le territoire suédois, Priester fut élu par contumace au conseil d'administration du Mouvement social européen fasciste sous la direction du MSI italien à Malmö (Suède) en mai 1951. Le 29 mars 1951, il fonde sa propre branche allemande, le Mouvement social allemand (MSA).
Priester entretenait de bonnes relations avec divers dirigeants d'organisations fascistes ou réactionnaires européennes, dont Francisco Franco. Il soutenait également les mouvements indépendantistes arabes. Selon l'historien Kurt P. Tauber, Priest entretenait ainsi des liens étroits avec les autorités égyptiennes et était considéré comme un quasi-représentant européen de la Ligue arabe. Il a travaillé temporairement pour l'agence de renseignement américaine CIA.
En 1951, Priester cofonda avec l'ancien SS Sturmbannführer Arthur Ehrhardt et l'écrivain et ancien SA Obersturmführer Herbert Böhme la revue Nation und Europa, conçue comme un organe du MSA. Avec Ehrhardt, il fut rédacteur en chef du magazine. Parmi ses autres activités, Priest fonda ou développa de nombreux groupes et partis néo-nazis jusqu'à sa mort.